# Кільдішевське сільське поселення
Кільдіше́вське сільське поселення (чув. Килтĕш ял тăрăхĕ, рос. Кильдишевское сельское поселение) — муніципальне утворення у складі Ядринського району Чувашії, Росія. Адміністративний центр — присілок Кільдішево.

## Склад
До складу поселення входять такі населені пункти:
| Населений пункт      | Населення, осіб (2010) |
| -------------------- | ---------------------- |
| Ісмендери, присілок  | 112                    |
| Іспухани, присілок   | 354                    |
| Кільдішево, присілок | 426                    |
| Ордашево, присілок   | 144                    |